# Stayfilm
Stayfilm é um empresa brasileira, fundada em 2 de outubro de 2012 que oferece um tecnologia exclusiva para criação de vídeos personalizados em escala.     
Iniciou suas atividades oferencendo  um site e aplicativo onde qualquer pessoa produza e compartilhava filmes  com trilhas sonoras, efeitos e qualidade de cinema criados a partir da seleção automática de fotos e vídeos das rede social como Facebook, Instagram e dos arquivos pessoais do computador. Essa rede social inaugurou em 23 de outubro de 2013 e já estava presente em todos os paises. Os principais eram: Brasil, Estados Unidos, Portugal, Canadá e Reino Unido.  O primeiro aplicativo foi lançado no final de 2014 já para iOS, Android e Windows Phone. Em 2015, a partir de um convite do Facebook, foi lançado o Stayfilm for Messenger, único app da América Latina a participar do Messenger Platform, lançamento do Facebook que teve destaque na conferência anual daquele ano.   
Eram vários estilos de vídeos disponíveis para uso gratuito dos usuários.  Alguns estilos eram oferecidos pelas marcas, e assim, o usuários podiam criar  filmes que levavam toda a atmosfera dessas marcas, como Disney Herois, DIsney Princesas, Chelsea FC entre outros. Esse serviço não está mais disponível.  
A tecnologia da empresa evoluiu e hoje  oferece uma API (Application Programming Interface).  Essa tecnologia é capaz de entregar milhares de vídeos de forma automática, integrando  dados, imagens, vídeos, textos, trilha sonora, locução e efeitos visuais, além de outros elementos de forma extremamente personalizada em segundos.       